# 犯罪被害人保護協會
財團法人犯罪被害人保護協會（英語：Association for Victims Support, AVS），簡稱犯罪被害人保護協會或犯保協會，1999年1月29日由中華民國法務部會同內政部依《犯罪被害人保護法》第29條成立的專責機構，屬於政府捐助之財團法人，法務部為指揮監督機關。
該組織主要任務為協助因他人犯罪行為致被害死亡者家屬、受重傷者、性侵害犯罪行為被害人、家庭暴力、人口販運及兒童、少年被害人本人及家屬解決困境、撫平傷痛及重建生活。

## 歷史[4][5]
中華民國政府為重視犯罪被害人保護工作，由法務部於1989年3月間，開始蒐集、翻譯外國保護補償被害人法律，廣泛瞭解他國之立法內容，1989年9月派員赴美考察相關法制，之後將「暴力犯罪被害人國家補償制度之研究」列入中華民國80年度及81年度施政計畫，並於1992年5月間成立專案小組，先後計召開16次專案小組會議，邀請相關機關召開4次研商會議、1次學者專家會議及2次法規委員會議，廣泛聽取立法意見，於1993年2月24日完成擬具「犯罪被害人補償法草案」草案共31條函報行政院審查，中華民國行政院於同年3月17日、31日及1994年11月21日召開3次審查會，經於1995年2月23日提送行政院第2420次會決議通過，行政院旋於1995年3月3日以台八十四法字第07653號函請立法院審議《犯罪被害人補償法草案》，立法院於1995年3月23日第2屆第5會期第10次會議決議交司法委員會審查，立法院司法委員會於1995年5月1日進行審查草案第1次會議，由時任法務部部長馬英九進行口頭報告，同年5月3日、5月31日繼續進行審查草案第2次及第3次會議。
立法委員考量草案中，忽略被害人心理傷害之恢復，民刑事程序之簡化保障及二度傷害之避免等，爰於1995年6月7日由立法委員謝啟大、周荃等17人提案連署於立法院第2屆第5會期第25次會議以院總第1686號（委員提案第1254號）提出犯罪被害補償法草案，建請院會儘速送交司法委員會與法務部之提案併案審理，立法院司法委員會繼續於1995年6月10日進行審查草案第4次會議，並將立法委員謝啟大、周荃等17人提案併案審查，同年6月26日審查完竣，提交院會公決。
由於第2屆立法委員任期至1996年1月31日屆滿，第3屆立法委員於1996年9月19日第3屆第2會期第4次會議以本案尚須進行協商，決議另定期討論。期間於1997年12月5日，立法委員傅崐成等21人考量為提供犯罪被害人更完整全備之援助，參考中國人權協會之建議，於立法院第3屆第4會期第21次會議提案《犯罪被害人之補償法草案》部分修正案，擬將「犯罪被害人補償法」修正為「犯罪被害人援助法」，增設《犯罪被害人援助協會》，提供生理、心理、家庭等全面救助，以重建生活，本項提案後決議以修正動議方式提出。

1998年4月21日立法院就《犯罪被害人補償法》進行朝野協商，協商結論將「犯罪被害人補償法」修正為《犯罪被害人保護法》及修正部分條文，並於1998年5月5日經立法院第3屆第5會期第14次會議二、三讀通過，並於第25條（條次授權秘書處調整為第29條）明定犯罪被害人保護機構之成立及經費來源：
為協助重建被害人或其遺屬生活，法務部應會同內政部成立犯罪被害人保護機構。
犯罪被害人保護機構為財團法人，受法務部之指揮監督；登記前應經法務部許可，其組織工作細目及管理辦法，除本法規定者外，由章程定之。
犯罪被害人保護機構經費之來源如下：
一、法務部、內政部編列預算。

二、私人或團體捐贈。
院會並附帶決議第二點「法務部應於本法公布實施後六個月內成立《被害人保護協會總會》，並於成立後六個月內會同內政部協助各縣市政府完成各縣市辦事處之設立，次第開辦本法第三十條所規定之各項業務。」
總統府2016年召開司法改革國是會議 （页面存档备份，存于），第一分組「保護被害人與弱勢者的司法」即就犯罪被害人權益保障及保護工作詳加討論並做成了多項決議，為回應社會各界對於改革的期待，法務部於2019年1月7日成立「犯罪被害人保護法研修小組」，啟動犯罪被害人保護法修正法制作業，期間召開56場會議，立法院也於2020年3月26日、4月17日召開公聽會，廣徵各方意見，至2021年3月30日將「犯罪被害人保護法修正草案」正式函報行政院審查。行政院由政務委員羅秉成邀集司法院、法務部及各直轄市政府等相關機關代表會同審查，於2022年3月10日行政院第3793次會議通過並函請立法院審議。

立法院第10屆第5會期司法及法制委員會於2022年4月25日、27日及5月12日第14次及第18次會議審查完畢，並於11月9日及2023年1月5日朝野黨團協商完竣，1月7日在立法院完成三讀，並於2月8日經總統公布，法案名稱更名為「犯罪被害人權益保障法 Archive.today的存檔，存档日期2020-06-10」，計修正41條、刪除7條、新增63條，修正後全文計7章、103條。
犯罪被害人權益保障法第75條第1項及第2項
- 為協助重建犯罪被害人及其家屬生活，主管機關應成立保護機構。
- 保護機構為財團法人，受主管機關之指揮監督；登記前應經主管機關許可；其組織及監督辦法，由主管機關定之。

## 組織沿革

### 總會
1998年11月26日，法務部函請臺灣高等法院檢察署規劃於1999年元月間成立「財團法人犯罪被害人保護協會」，並於全國設置21個辦事處，俾辦理各地方之犯罪被害人保護業務，旋即由時任臺灣高等法院檢察署檢察長吳英昭於1998年12月7日在臺灣高等法院檢察署召開「犯罪被害人保護協會第一次籌備會議」，將會址設於臺北市大安區基隆路二段170號，即臺灣更生保護會 （页面存档备份，存于） 之會址。
1998年12月10日，法務部敦聘時任臺灣高等法院檢察署檢察長吳英昭為第一屆董事會董事並擔任董事長職務，另核聘最高檢察署主任檢察官葉雪鵬、臺灣高等法院院長楊仁壽及內政部警政署刑事警察局局長楊子敬為當然常務董事。
1999年1月15日，法務部為依據《犯罪被害人保護法》第29條規定成立犯罪被害人保護機構，著手籌備成立《財團法人犯罪被害人保護協會》，並報請行政院核准動支第二預備金新臺幣8仟2佰萬元，其中新臺幣4千萬元為創立基金，新臺幣4千2佰萬元為1999年度下半年補助經費，創立基金及補助經費於1999年1月15日核撥給《財團法人犯罪被害人保護協會籌備處》。
1999年1月21日，該組織經提報奉法務部核准成立，於隔日向臺灣臺北地方法院辦理財團法人設立登記，該院登記處函知經准登記，經辦理公告後，於1999年1月29日發給法人登記證書，正式完成法人登記。

### 辦事處(分會)
1999年2月6日，該組織為於全國設置21個辦事處，函請各地方法院檢察署惠允協助研商籌設辦事處成立計畫，並於1999年3月19日函示各地辦事處統一於1999年4月1日正式成立，惠請地方法院檢察署檢察長擔任主任一職（福建連江檢察官辦公室由檢察官擔任主任一職）並從速遴選推動業務之兼、專任人員。
1999年4月1日，該組織各地辦事處於各地方法院檢察署所在地正式成立，辦理轄區內犯罪被害死亡者之遺屬及重傷者本人之保護工作。
2003年7月2日，法務部為廣納社會資源投入推動犯罪被害人保護工作，修正「犯罪被害人保護機構組織及監督辦法」，其中有第二條「依本法第二十九條第一項成立之犯罪被害人保護機構，得視業務需要，經法務部核准後設分會。」第十二條第一項「保護機構設有分會者，得設委員會，置委員若干人，無給職，其中一人為主任委員，由保護機構就第三條第一項第二款至第四款人員遴聘之。任期三年，連聘得連任。」及第十三條第一項「分會得置榮譽主任委員一人，無給職，協助處理分會業務，由保護機構就第三條第一項第二款至第四款人員遴聘之。任期三年，連聘得連任。」等規定。
2003年12月1日，該組織於2003年8月14日第二屆董事會第六次會議修正捐助及組織章程，經報奉法務部核備修正，並於2003年11月14日經臺灣臺北地方法院所為之第一審裁定於同年12月1日確定，各辦事處（福建連江辦事處除外）對外名稱自該日起改為「分會」。
2003年12月12日，該組織敦聘民間資源人士擔任第一屆主任委員，計有臺灣臺北分會主任委員廖英藏等20人，任期自2003年12月12日起至2006年12月11日止計3年。
2004年1月1日，福建連江辦事處配合福建連江地方法院檢察署於2003年12月31日成立，原設於福建金門地方法院檢察署連江檢察官辦公室之福建連江辦事處，自2004年1月1日起名稱調整為福建連江分會，第一屆主任委員任期自2004年1月1日起至2006年12月11日止。
2016年9月1日，配合臺灣橋頭地方法院檢察署於2016年9月1日成立，法務部指示該組織規劃籌備成立橋頭分會事宜，該組織於2016年9月1日成立臺灣橋頭分會為第22個分會，以就近服務北高雄市地區民眾，敦聘第一屆主任委員任期自2016年9月1日起至2018年12月11日止。

## 服務據點[18]
| 單位         | 地址                                                                 | 電話         | 電子郵件              | 服務轄區 |
| ------------ | -------------------------------------------------------------------- | ------------ | --------------------- | --- |
| 總會         | 100006臺北市中正區博愛路164號5樓（臺灣高等檢察署第三辦公室）         | (02)27365850 | headoffice@avs.org.tw | (行政部門) |
| 臺灣基隆分會 | 201206基隆市信義區東信路178號（臺灣基隆地方檢察署側棟2樓）           | (02)24667662 | klc@avs.org.tw        | 基隆市全區、新北市瑞芳/雙溪/貢寮/平溪/金山/萬里區 |
| 臺灣臺北分會 | 108007臺北市萬華區長沙街2段92號3樓                                   | (02)23898102 | tpc@avs.org.tw        | 臺北市中山/大安/中正/萬華/信義/松山/文山區、新北市新店/烏來/石碇/深坑/坪林區                                                                                         |
| 臺灣新北分會 | 236044新北市土城區金城路2段209號5樓（臺灣新北地方檢察署第四辦公室）  | (02)22741851 | bcc@avs.org.tw        | 新北市板橋/永和/中和/樹林/土城/三峽/鶯歌/三重/新莊/蘆洲/五股/泰山/林口區                                                                                             |
| 臺灣士林分會 | 111035臺北市士林區士東路190號（臺灣士林地方檢察署第一辦公室）        | (02)28381162 | sjc@avs.org.tw        | 臺北市士林/北投/大同/內湖/南港區、新北市汐止/石門/三芝/淡水/八里區                                                                                                   |
| 臺灣桃園分會 | 330060桃園市桃園區國際路2段598-1號2樓 (桃園社會住宅)                 | (03)2860616  | tyc@avs.org.tw        | 桃園市全區 |
| 臺灣新竹分會 | 302050新竹縣竹北市興隆路2段161號2樓（臺灣新竹地方檢察署本署2樓）     | (03)5222079  | hcc@avs.org.tw        | 新竹市、新竹縣全區 |
| 臺灣苗栗分會 | 360012苗栗縣苗栗市中正路1149號1樓（臺灣苗栗地方檢察署本署1樓）       | (037)359997  | mlc@avs.org.tw        | 苗栗縣全區 |
| 臺灣臺中分會 | 403007臺中市西區五權路2之3號11樓（長億實業大樓）                     | (04)22247765 | tcc@avs.org.tw        | 臺中市全區 |
| 臺灣彰化分會 | 510202彰化縣員林市中山路2段240號1樓（臺灣彰化地方檢察署本署1樓右翼） | (04)8376728  | chc@avs.org.tw        | 彰化縣全區 |
| 臺灣南投分會 | 540226南投縣南投市中興路757號（臺灣南投地方檢察署本署2樓）           | (049)2233051 | ntc@avs.org.tw        | 南投縣全區 |
| 臺灣雲林分會 | 632201雲林縣虎尾鎮明正路38號（臺灣雲林地方檢察署第三辦公室）         | (05)6329914  | ulc@avs.org.tw        | 雲林縣全區 |
| 臺灣嘉義分會 | 600248嘉義市東區林森東路286號2樓（臺灣嘉義地方檢察署本署2樓）        | (05)2713509  | cyc@avs.org.tw        | 嘉義市、嘉義縣全區 |
| 臺灣臺南分會 | 708008臺南市安平區永華路2段248號17樓之1                              | (06)2971552  | tnc@avs.org.tw        | 臺南市全區 |
| 臺灣橋頭分會 | 825006高雄市橋頭區經武路868號2樓（臺灣橋頭地方檢察署2樓）            | (07)2621128  | ctc@avs.org.tw        | 高雄市楠梓、左營、大樹、大社、仁武、鳥松、岡山、橋頭、燕巢、田寮、阿蓮、路竹、湖內、茄萣、永安、彌陀、梓官、旗山、美濃、六龜、甲仙、杉林、內門、茂林、桃源、那瑪夏區 |
| 臺灣高雄分會 | 801006高雄市前金區中正四路249號（臺灣高雄地方檢察署第二辦公室）      | (07)2516116  | khc@avs.org.tw        | 高雄市前金、新興、鹽埕、鼓山、旗津、苓雅、三民、前鎮、小港、鳳山、林園、大寮區                                                                                       |
| 臺灣屏東分會 | 900041屏東縣屏東市台糖街133號2樓                                     | (08)7529090  | ptc@avs.org.tw        | 屏東縣全區 |
| 臺灣臺東分會 | 950231臺東縣臺東市浙江路310號（臺灣臺東地方檢察署本署2樓）           | (089)355795  | ttc@avs.org.tw        | 臺東縣全區 |
| 臺灣花蓮分會 | 970019花蓮縣花蓮市府前路15號（臺灣花蓮地方檢察署本署1樓）            | (03)8239107  | hlc@avs.org.tw        | 花蓮縣全區 |
| 臺灣宜蘭分會 | 260011宜蘭縣宜蘭市縣政西路3號（臺灣宜蘭地方檢察署本署1樓）           | (03)9251831  | ilc@avs.org.tw        | 宜蘭縣全區 |
| 臺灣澎湖分會 | 880010澎湖縣馬公市西文里西文澳309號（臺灣澎湖地方檢察署本署2樓）     | (06)9215864  | phc@avs.org.tw        | 澎湖縣全區 |
| 福建金門分會 | 893014金門縣金城鎮民權路178號（福建金門地方檢察署本署2樓）           | (082)373735  | kmc@avs.org.tw        | 金門縣全區 |
| 福建連江分會 | 209002連江縣南竿鄉復興村210號（福建連江地方檢察署本署）              | (0836)23165  | ljc@avs.org.tw        | 連江縣全區 |

## 服務對象[19]

### 主要服務對象
1. 因犯罪行為致死亡者之家屬。
2. 因犯罪行為致重傷者及其家屬。

### 輔助銜接服務對象
1. 因犯罪行為致性自主權遭受侵害者及其家屬。
2. 家庭暴力犯罪被害人及其家屬。
3. 人口販運犯罪被害人及其家屬。
4. 兒童或少年犯罪被害人及其家屬。

## 服務項目

### 犯罪被害人權益保障法第15條（页面存档备份，存于）規定
保護機構及分會應辦理下列業務：
一、生理、心理、醫療、經濟、申請犯罪被害補償金及安置等協助。
二、訴訟程序之協助：
（一）協助調查犯罪行為人或依法應負賠償責任人之財產及民事求償等事項。
（二）陪同出庭及協助陳述意見。
（三）協助聲請訴訟參與。
（四）提供訴訟程序進行期間之心理諮商或輔導。
（五）其他偵查、審判中及審判後之必要協助。
三、生活重建之協助：
（一）提供或協助運用生活扶助資源。
（二）協助就業媒合及職業訓練。
（三）協助辦理或提供小額貸款。
（四）提供或連結犯罪被害人或其家屬之教育、學習輔導資源。
四、協請警察機關提供安全保護。
五、犯罪被害人保護之宣導、倡議及研究。
六、依需求評估結果核發經費補助。
七、其他符合犯罪被害人及其家屬需求之協助。

八、經費之募集、管理及運用。

### 犯罪被害人權益保障法第16條（页面存档备份，存于）規定
保護機構及分會得依需求評估結果，核發犯罪被害人及其家屬下列經費補助：
一、緊急生活扶助及喪葬費用。
二、非屬全民健康保險給付範圍之醫療費用與身心治療、諮商及輔導費用。
三、訴訟、非訟費用及律師費用。
四、安置費用及房屋租金。
五、生活費用、教育費用、托育及托顧費用。

六、其他必要費用。

### 訂定服務項目
犯保協會訂定保護對象、範圍及項目，經報奉法務部於1999年3月17日以法八八保字第009379號函核復，訂有服務項目安置收容、醫療服務、法律協助、申請補償、社會救助、調查協助、安全保護、心理輔導、生活重建、信託管理、緊急資助、訪視慰問及出具保證書等13項。

### 修正服務項目
犯保協會服務項目實施運作至2014年期間，考量時空轉換，社會變遷，保護業務之推動亦應與時俱進，端詳現行保護服務屢屢超出現有保護業務框架，原本之保護服務項目內容已不盡符合推動現況，啟動保護業務服務項目重新規劃，規劃為4大服務面向、10個主服務項及30個子服務項，並自2018年1月1日起適用。
| 服務面向         | 主服務項 | 子服務項                                                               |
| ---------------- | -------- | ---------------------------------------------------------------------- |
| 法律訴訟補償服務 | 訴訟服務 | 法律諮詢、代繕書狀、訴訟代理、訴訟補助、法務協助、調查協助、出具保證書 |
| 法律訴訟補償服務 | 申請補償 | 補償申請、補償訴訟、補償查詢、補償請領、信託管理                       |
| 急難救助保護服務 | 急難救助 | 緊急資助、殯葬協助                                                     |
| 急難救助保護服務 | 人身保護 | 安全保護、居住安置                                                     |
| 家庭關懷重建服務 | 關懷服務 | 關懷慰問、關懷活動、關懷陪同                                           |
| 家庭關懷重建服務 | 家庭支持 | 生活扶助、生活成長                                                     |
| 家庭關懷重建服務 | 勞動促進 | 就業協助、職業訓練                                                     |
| 家庭關懷重建服務 | 助學服務 | 就學資助、學習獎勵、學習培育                                           |
| 身心照護輔導服務 | 醫護服務 | 醫療協助、照護協助                                                     |
| 身心照護輔導服務 | 諮商輔導 | 諮商治療、心理輔導                                                     |

## 重大犯罪被害案件即時關懷
- 2015年4月10日，台中綠線捷運工程發生鋼樑倒塌意外造成4人死亡，犯保協會臺中分會第一時間探視家屬，並提供4名律師協助家屬求償。[20]
- 2020年4月26日，台北市林森北路錢櫃KTV大火造成6死67傷，台北地檢署啟動關懷機制，督導犯保協會臺北分會陪伴被害人及家屬。[21]
- 2021年3月16日，新北市新店區復興里搭乘龍騰遊覽車出遊，回程經蘇花公路碰撞山壁，導致六人死亡，宜蘭分會與臺北分會至台北第二殯儀館關懷死者家屬。[22]
- 2021年4月2日，臺鐵太魯閣號408次列車出軌意外，造成49人罹難，法務部長蔡清祥請犯保協會各地分會啟動「一路相伴」計畫提供死傷民眾及家屬關懷。[23]
- 2021年8月15日，「野馬男」駕駛野馬跑車在苗栗撞上巫姓女騎士，搶救多日不治，犯保協會苗栗分會關懷訪視。[24]
- 2021年10月1日，屏東超商女店員遭挖眼重傷，屏東地檢署檢察長張介欽會同犯保協會屏東分會主任委員龍應達等人到醫院探視受傷潘女。[25]
- 2021年10月14日，高雄鹽埕區「城中城」社區發生大火，共46人罹難，犯保協會高雄分會當日下午3時動員分會專任人員及保護志工到現場進行關懷慰問。[26]
- 2022年3月6日，犯保協會臺中分會啟動即時關懷機制，提供臺中興中街大火死傷家屬溫暖陪伴與協助。[27]
- 2023年9月22日，屏東科學園區工廠爆炸大火10死百餘人傷，犯保協會屏東分會即時動員人力，赴各大醫院關懷陪同被害人家屬。[28]
- 2024年3月29日，臺北市信義區寶林茶室食物中毒2死案件，犯保協會助家屬申請被害補償180萬。[29]

## 地方政府網絡合作
- 2022年4月21日，台中市政府成立「重大社會案件被害人關懷聯繫平台」，召集犯罪被害人保護協會台中分會、法律扶助基金會台中分會、法制局、社會局、衛生局、警察局、勞工局、民政局及各區公所共同參與，提供犯罪被害人整合性服務。[30]

## 民間參與
- 2016年7月21日，三商美邦人壽、台銀人壽、國泰人壽、新光人壽、遠雄人壽等五家保險公司提供被害人“1年期微型傷害保險”。[31]

- 2020年9月17日，台新社會公益信託基金 （页面存档备份，存于） 贊助「重傷害被害人家庭服務照顧計畫」經費新臺幣100萬元。[32]

- 2021年4月12日，財團法人永瑞慈善事業基金會 （页面存档备份，存于） 捐助「0402臺鐵太魯閣號408次列車事故專款」經費新臺幣100萬元。[33]

## 評論
- 2017年3月1日，法務部相關代表在司法改革國是會議分組會議中指出，當局投入被告與犯罪嫌疑人之資源相較法律扶助基金會與該組織多出新臺幣數億元，因此，該部建議有關當局整合更多資源協助被害人以提升其法律權益。[34]
- 2017年3月12日，華夏社會公益協會理事長王如玄認為，該組織營運受限於政府預算困窘、民間捐款隨景氣波動，且主要人力多屬兼任，但其任務往往耗時費力，故服務品質不一定能確保。[35]

## 連結
- 財團法人犯罪被害人保護協會 （页面存档备份，存于）
- 財團法人犯罪被害人保護協會的Facebook專頁
- 財團法人犯罪被害人保護協會總會及各地分會一覽表 （页面存档备份，存于）
- 財團法人犯罪被害人保護協會本會暨所屬各分會 （页面存档备份，存于）

## 閱讀
- 司改借鏡／日本法庭有被害人座位 （页面存档备份，存于）